# 喰女-クイメ-
『喰女-クイメ-』（くいめ、Over Your Dead body(KUIME)）は、三池崇史監督による2014年の日本映画である。『アメリカの夜』のように劇中劇と現実のパートが織り交ざったストーリーで同時進行する手法を用いた異色作である。第39回トロント国際映画祭のVanguard部門（技術や文化、セクシュアリティー、あるいは映画それ自体の可能性を広げた作品をセレクションしていると言われる部門）に正式出品されアジア最大級の国際映画祭である第19回釜山国際映画祭にも正式出品が予定されている。PG12指定。

## あらすじ
有名女優、後藤美雪主演で企画された舞台『真四谷怪談』。恋人の美雪の口添えで見事に伊右衛門役を射止めた売れない俳優の長谷川浩介だったが、浮気癖で優柔不断な性格が災いして共演者の朝比奈莉緖や美雪の付き人の倉田加代子にまで手を付けてしまう。浩之の浮気に気づきながらも彼を受け入れようとする美雪と不貞の限りを尽くす浩介の現状が『四谷怪談』の岩と伊右衛門のそれぞれの役と一致していくことで、次第に二人は役に異常なほどにのめり込んで行き、芝居と現実との区別のつかない狂気の世界へ陥っていく。

## キャスト
- 長谷川浩介/伊右衛門 - 市川海老蔵
- 後藤美雪/民谷岩 - 柴咲コウ
- 鈴木順/宅悦 - 伊藤英明
- 朝比奈莉緖/伊藤梅 - 中西美帆
- 倉田加代子 - マイコ
- 堀内みすづ/乳母槙 - 根岸季衣
- 尾形道三郎/民谷又左ェ門 - 勝野洋
- 嶋田貫二/伊藤喜兵衛 - 古谷一行

## スタッフ
- 監督 - 三池崇史
- 企画 - 市川海老蔵、中沢敏明
- 原作・脚本 - 山岸きくみ『誰にもあげない』（幻冬舎文庫）
- 製作 - 遠谷信幸、遠藤茂行、木下直哉、Hengameh Panahi、奥野敏聡、任一万
- 共同製作 - 厨子健介、千野毅彦、谷澤伸幸
- プロデューサー - 坂美佐子、前田茂司
- ラインプロデューサー - 今井朝幸
- キャスティング - 北田由利子
- 音楽 - 遠藤浩二
- 撮影 - 北信康
- 照明 - 渡部嘉
- 録音 - 中村淳
- 装飾 - 坂本朗
- 編集 - 山下健治
- 音響効果 - 柴崎憲治
- CGIディレクター - 太田垣香織
- 衣裳・ヘアメイクデザイン - 柘植伊佐夫
- スタイリスト - 前田勇弥
- 助監督 - 渡辺武
- 制作担当 - 堀岡健太
- 制作 - セディックインターナショナル
- 制作プロダクション - オー・エル・エム
- 制作協力 - 楽映舎
- 配給 - 東映
- 製作 - 2014映画「喰女-クイメ-」製作委員会（幸助、セディックインターナショナル、電通、東映、木下グループ、CELLULOID DREAM、オー・エル・エム、上海鵬錦影視文化）
- イメージソング - 華原朋美「ROSIER」「難破船」（ユニバーサルJ）

## 海外映画賞ノミネート
- 第39回トロント国際映画祭　Vanguard Section（カナダ）
- モントリオール国際映画祭2014　DU NOUVEAU CINEMA部門（カナダ）
- 第19回釜山国際映画祭　A Window on Asian Cinema部門（韓国）
- 第47回シッチェス・カタロニア国際映画祭　OF Competition部門（スペイン）
- 第16回ムンバイ国際映画祭　World Cinema部門（インド）
- 第51回台北金馬奨映画祭（台湾）
- L'ETRANGE FESTIVAL　インターナショナルコンペ部門（フランス）
- ウィーン国際映画祭2014　正式招待作品

## 受賞
- 第69回毎日映画コンクール美術賞（林田裕至、佐久嶋依里）[3]
- 第9回アジア・フィルム・アワード（Asian Film Awards、亞洲電影大獎）美術賞、衣装デザイン賞）[4]